# 腊窝乡
腊窝乡，是中华人民共和国四川省凉山彝族自治州冕宁县曾经下辖的一个乡。2019年12月，撤销腊窝乡，所属行政区域划归磨房沟镇管辖。

## 行政区划
腊窝乡撤销前下辖以下地区：
腊窝村、麻哈村、长脚村和大沟村。